# Женевська конвенція про дорожній рух
Жене́вська конве́нція про доро́жній ру́х — юридично обов'язкова для держав-учасниць міжнародна угода про безпеку міжнародного дорожнього руху шляхом встановлення певних єдиних правил, зокрема щодо мінімального механічного та безпекового обладнання, яке має бути на борту, та ідентифікаційних знаків для визначення походження транспортного засобу.